# Live at Max's Kansas City
Live at Max's Kansas City è un album live del gruppo rock The Velvet Underground. Venne originariamente pubblicato il 30 maggio 1972 dalla Cotillion, etichetta sussidiaria della Atlantic Records.

## Storia
A fine 1969, i Velvet Underground firmarono un contratto con la Atlantic per la produzione di due album e pubblicarono il loro quarto album di studio, Loaded, nel settembre 1970. All'epoca della pubblicazione, l'autore principale delle canzoni della band, Lou Reed, era già uscito dal gruppo. La leadership dei Velvet venne presa dal bassista Doug Yule che si spostò al canto e alla chitarra con Walter Powers spostato a suonare il basso.
La band fece un tour negli Stati Uniti e nel Canada per promuovere Loaded. Avendo un contratto per la produzione di un altro album, il gruppo scrisse e suonò delle nuove canzoni destinate a finire sul prossimo disco. La Atlantic, però, aveva perso speranza nel potenziale commerciale del gruppo, e preferì pubblicare delle registrazioni semi-ufficiali di un concerto dei Velvet Underground comprendenti ancora Lou Reed.
I nastri che in seguito sarebbero diventati l'album Live at Max's Kansas City vennero registrati il 23 agosto 1970 dall'amica e collaboratrice di Andy Warhol Brigid Polk su un registratore a cassette portatile Sony TC120. Nel periodo in cui stavano registrando Loaded, i Velvet Underground tennero dei concerti (24 giugno–28 agosto 1970) a New York nel nightclub Max's Kansas City, suonando due volte per notte. Era la prima volta che tornavano a suonare a Manhattan dall'aprile 1967. Maureen Tucker non partecipò agli spettacoli al Max's perché era momentaneamente uscita dal gruppo a causa di una gravidanza. Alla batteria la sostituì Billy, il fratello minore di Doug Yule, che frequentava ancora le scuole superiori. Il Max's era un locale molto conosciuto, frequentato da artisti, intellettuali e personaggi dell'ambiente rock dell'epoca.
La Polk registrò praticamente tutto quello che avveniva intorno, inclusi i commenti e chiacchiericci del pubblico e l'ultimo concerto che Lou Reed fece con i Velvet Underground. Più tardi quello stesso anno, l'impiegato della Atlantic Danny Fields ascoltò i nastri e li sottopose ai suoi superiori, che accettarono le registrazioni (anche se non erano di qualità eccelsa) e decisero di farne un disco che uscì nel 1972.
Lo scrittore Jim Carroll può essere sentito parlare sull'album, mentre ordina da bere e discute dell'influenza delle droghe sulle canzoni. Era con la Polk quella sera e tutto finì su nastro.

## Tracce
Tutti i brani scritti da Lou Reed eccetto dove indicato.
Lato 1
1. I'm Waiting for the Man – 4:00
2. Sweet Jane – 4:52
3. Lonesome Cowboy Bill – 3:41
4. Beginning to See the Light – 5:00

lato 2
1. I'll Be Your Mirror – 1:55
2. Pale Blue Eyes – 5:38
3. Sunday Morning (Reed, John Cale) – 2:43
4. New Age – 5:58
5. Femme Fatale – 2:29
6. After Hours – 2:05

### Deluxe edition (2004)
Originariamente, Live at Max's Kansas City era un disco singolo con il meglio delle esibizioni registrate dalla Polk e remissate dallo staff Atlantic e da Lou Reed stesso. Il 3 agosto 2004, la Warner Music tramite la Rhino Records pubblicò il concerto nella sua interezza in una versione Deluxe su due CD. Le tracce vennero rimasterizzate in digitale per quanto era possibile data la scarsa qualità sonora originaria delle registrazioni, al fine di garantire il miglior suono possibile all'ascolto.
Disc 1
1. I'm Waiting for the Man – 5:50
2. White Light/White Heat – 6:07
3. I'm Set Free – 5:33
4. Sweet Jane (Version 1) – 6:18
5. Lonesome Cowboy Bill (Version 1) – 4:41
6. New Age – 6:44
7. Beginning to See the Light – 5:40

Disc 2
1. Who Loves the Sun – 2:17
2. Sweet Jane (Version 2) – 5:58
3. I'll Be Your Mirror – 3:02
4. Pale Blue Eyes – 7:10
5. Candy Says – 5:48
6. Sunday Morning (Reed, Cale) – 3:48
7. After Hours – 2:50
8. Femme Fatale – 4:07
9. Some Kinda Love – 11:22
10. Lonesome Cowboy Bill (Version 2) – 5:00
11. Atlantic release promo (hidden track) – 0:49

## Formazione
- Sterling Morrison – chitarra elettrica, chitarra ritmica
- Lou Reed – voce, chitarra ritmica
- Doug Yule – basso, cori, voce in I'm Set Free, Lonesome Cowboy Bill,  Who Loves the Sun, I'll Be Your Mirror, Candy Says e New Age
- Billy Yule – batteria